# Felix von Aehrenthal
Felix Lexa von Aehrenthal (18. srpna 1853 Doksany – 7. července 1918 Vídeň) byl rakouský šlechtic a politik z Čech, na přelomu 19. a 20. století poslanec Říšské rady.

## Biografie
Pocházel ze šlechtického rodů Lexů z Aehrenthalu. Roku 1909 byl jeho rod povýšen do hraběcího stavu. Jeho bratrem byl ministr zahraničních věcí Rakouska-Uherska Alois Lexa von Aehrenthal (1854–1912). Felix byl velkostatkářem. Patřilo mu panství Hrubá Skála, Turnov a Doksany. Studoval v Praze a pak byl jednoročním dobrovolníkem v rakouské armádě u kavalérie. Absolvoval vojenskou službu a sloužil jako poručík u dragounského pluku č. 8. Roku 1891 se stal komořím.
V listopadu 1891 byl zvolen viceprezidentem německé sekce zemské zemědělské rady v Čechách.
Byl i poslancem Říšské rady (celostátního parlamentu Předlitavska), kam usedl ve volbách roku 1897 za kurii velkostatkářskou v Čechách. Mandát zde obhájil ve volbách roku 1901. Ve volebním období 1897–1901 se uvádí jako svobodný pán Felix von Aehrenthal, viceprezident zemské zemědělské rady a statkář, bytem Praha.
Po volbách roku 1897 se uvádí jako ústavověrný velkostatkář. Za stejnou stranu kandidoval i roku 1901.
V zemských volbách roku 1901 byl zvolen i na Český zemský sněm. I zde zasedal coby ústavověrný velkostatkář. Byl kompromisním kandidátem Strany ústavověrného velkostatku.
Byl mu udělen Řád Františka Josefa. Zemřel v červenci 1918 ve vídeňském sanatoriu po dlouhé nemoci. Tělo pak mělo být převezeno do rodinného hrobu v Doksanech.